# Evropská společenství

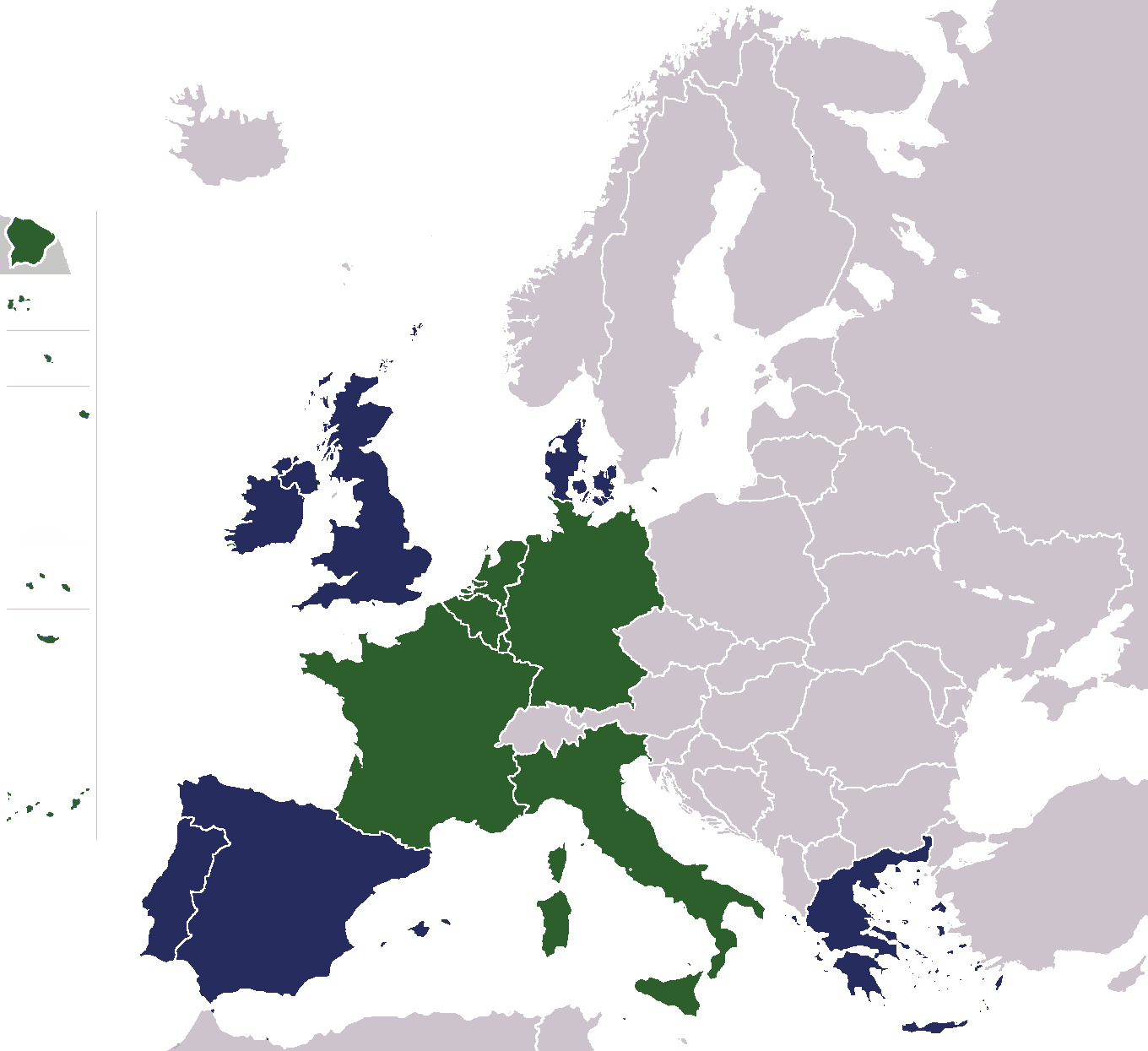
Evropská společenství k roku 1992, do vzniku EU (původní „vnitřní šestka“)

Evropská společenství (ES; francouzsky Communautés européennes; německy Europäische Gemeinschaften; anglicky European Communities) bylo na základě Slučovací smlouvy (1965) v letech 1967–1993 souhrnné označení pro tři starší smluvní hospodářsko-politická sdružení evropských států. Od vzniku Evropské unie roku 1993 do platnosti Lisabonské smlouvy v prosinci 2009 tvořila Evropská společenství v pozměněné podobě první ze tří pilířů Evropské unie.
1. Evropské společenství uhlí a oceli (ESUO), 1952–2002
2. Evropské společenství pro atomovou energii (Euratom či ESAE), od 1958
3. Evropské hospodářské společenství (EHS), 1958–1993 → Evropské společenství (ES) 1993–2009

Zakládajícími členy těchto společenství byly západoevropské země, později zvané tzv. vnitřní šestka: státy Beneluxu, Francie, Itálie a SRN (Západní Německo). Slučovací smlouvou, uzavřenou roku 1965 v Bruselu, byly instituce tří původních sdružení sloučeny do jednoho celku, jemuž byly do čela ustanoveny Komise EHS/ES (dnešní Evropská komise) a Rada EHS/ES (dnešní Rada Evropské unie) – tyto orgány pak postupně získávaly stále více pravomocí. K ES až do počátku 90. let následně přistoupily Dánsko, Irsko a Velká Británie (1973), dále Řecko (1981) a Portugalsko se Španělskem (1986); navíc ještě přibylo území NDR opět sloučené se SRN do jednoho Německa (1990).
V souvislosti se politicko-hospodářskými změnami po skončení studené války přistoupily vlády EHS k významné strukturální reformě, dohodnuté Maastrichtskou smlouvou (1992). Dle ní se Evropská společenství od listopadu následujícího roku stala součástí většího celku, a sice Evropské unie; v rámci ní pak ES spadala do tzv. I. pilíře, který měl nadstátní charakter (další dva „pilíře“ byly svou podstatou mezivládní). Podle nových podmínek Maastrichtské s. a tzv. kodaňských kritérií pak do ES (resp. do EU) v 90. letech vstoupily ještě další západoevropské státy: Finsko, Rakousko a Švédsko (1995). Tato „stará patnáctka“ byla ve dvou vlnách „východního rozšíření“ (2004, 2007) zvětšena o zbývající evropské státy Středomoří (Kypr, Malta) a především o 10 postkomunistických zemí, k jejichž plnému začlenění se původní státy ES/EU zejména v 90. letech stavěly velmi vlažně.
Po ratifikaci Lisabonské smlouvy (2009) ES zanikly a jejich právním nástupcem se stala Evropská unie. Euratom si přesto zachoval částečně nezávislý status a existuje i nadále.
| Podpis Platnost Smlouvy   | 1948 Brusel                                             | 1951 1952 Pařížská        | 1954 1955 Paříž. doh.                     | 1957 1958 Římské                          | 1965 1967 Slučovací                                       | 1975 TREVI                                         | 1985 Schengenská                                   | 1986 1987 JEA                                      | 1992 1993 Maastrichtská                            | 1992 1993 Maastrichtská | 1997 1999 Amsterodamská | 2001 2003 Niceská  | 2007 2009 Lisabonská | 2007 2009 Lisabonská |  |  |  |  |  |  |  |  |
|                           |                                                         |                           |                                           |                                           |                                                           |                                                    |                                                    |                                                    |                                                    |                         |                         |                    |                      |                      |  |  |  |  |  |  |  |  |
| Tři pilíře Evropské unie: |                                                         |                           |                                           |                                           |                                                           |                                                    |                                                    |                                                    |                                                    |                         |                         |                    |                      |                      |  |  |  |  |  |  |  |  |
| Evropská společenství:    |                                                         |                           |                                           |                                           |                                                           |                                                    |                                                    |                                                    |                                                    |                         |                         |                    |                      |                      |  |  |  |  |  |  |  |  |
|                           | Evropské společenství pro atomovou energii (EURATOM)    |                           |                                           |                                           |                                                           |                                                    |                                                    |                                                    |                                                    |                         |                         |                    |                      |                      |  |  |  |  |  |  |  |  |
|                           |                                                         |                           | Evropské společenství uhlí a oceli (ESUO) | Evropské společenství uhlí a oceli (ESUO) | Evropské společenství uhlí a oceli (ESUO)                 | Evropské společenství uhlí a oceli (ESUO)          | Smlouva vypršela v roce 2002                       | Smlouva vypršela v roce 2002                       | Smlouva vypršela v roce 2002                       |                         | Evropská unie (EU)      | Evropská unie (EU) |                      |                      |  |  |  |  |  |  |  |  |
|                           |                                                         |                           | Evropské hospodářské společenství (EHS)   |                                           |                                                           |                                                    |                                                    |                                                    |                                                    |                         | Evropská unie (EU)      | Evropská unie (EU) |                      |                      |  |  |  |  |  |  |  |  |
|                           |                                                         |                           |                                           | Schengenská smlouva                       |                                                           |                                                    | Evropské společenství (ES)                         | Evropské společenství (ES)                         |                                                    |                         | Evropská unie (EU)      | Evropská unie (EU) |                      |                      |  |  |  |  |  |  |  |  |
|                           |                                                         | TREVI                     | TREVI                                     | TREVI                                     | Spolupráce v oblasti spravedlnosti a vnitřních věcí (SVV) |                                                    | Evropské společenství (ES)                         | Evropské společenství (ES)                         |                                                    |                         | Evropská unie (EU)      | Evropská unie (EU) |                      |                      |  |  |  |  |  |  |  |  |
|                           | Policejní a soudní spolupráce v trestních věcech (PJCC) | TREVI                     | TREVI                                     | TREVI                                     | Spolupráce v oblasti spravedlnosti a vnitřních věcí (SVV) |                                                    |                                                    |                                                    |                                                    |                         | Evropská unie (EU)      | Evropská unie (EU) |                      |                      |  |  |  |  |  |  |  |  |
|                           |                                                         |                           |                                           |                                           | Evropská politická spolupráce (EPS)                       | Společná zahraniční a bezpečnostní politika (SZBP) | Společná zahraniční a bezpečnostní politika (SZBP) | Společná zahraniční a bezpečnostní politika (SZBP) | Společná zahraniční a bezpečnostní politika (SZBP) |                         | Evropská unie (EU)      | Evropská unie (EU) |                      |                      |  |  |  |  |  |  |  |  |
| Bruselský pakt            | Bruselský pakt                                          | Západoevropská unie (ZEU) | Západoevropská unie (ZEU)                 | Západoevropská unie (ZEU)                 | Západoevropská unie (ZEU)                                 | Západoevropská unie (ZEU)                          | Západoevropská unie (ZEU)                          |                                                    |                                                    |                         |                         | Evropská unie (EU) |                      |                      |  |  |  |  |  |  |  |  |
| Bruselský pakt            | Bruselský pakt                                          | Západoevropská unie (ZEU) | Západoevropská unie (ZEU)                 | Západoevropská unie (ZEU)                 | Západoevropská unie (ZEU)                                 | Západoevropská unie (ZEU)                          | Západoevropská unie (ZEU)                          | Smlouva vypršela v roce 2011                       |                                                    |                         |                         |                    |                      |                      |  |  |  |  |  |  |  |  |
|                           |                                                         |                           |                                           |                                           |                                                           |                                                    |                                                    |                                                    |                                                    |                         |                         | z • d • e          |                      |                      |  |  |  |  |  |  |  |  |